# Sarcophyton glaucum
Sarcophyton glaucum är en korallart som först beskrevs av Jean René Constant Quoy och Joseph Paul Gaimard 1833.  Sarcophyton glaucum ingår i släktet Sarcophyton och familjen läderkoraller. Inga underarter finns listade i Catalogue of Life.